# سورشجان (فريدون شهر)
سورشجان (بالفارسية: سورشجان) هي قرية تقع في قسم برف انبار الريفي في إيران. يقدر عدد سكانها بـ 624 نسمة بحسب إحصاء 2016.